# Eubacterium barkeri
Eubacterium barkeri è una specie di batterio appartenente alla famiglia delle Eubacteriaceae.